# Svetlana Gúnkina
Svetlana Aleksándrovna Gúnkina (*1 de abril de 1980 en Moscú) es una golfista rusa, varias veces campeona nacional, y medallista de bronce en el Campeonato mundial de golfistas.

## Biografía
Antes de dedicarse al golf, Svetlana era una talentosa jugadora de tenis. Comenzó su carrera golfista en 1992 en la Moscow City Golf Club. Su primera entrenadora de golf fue su entrenadora de tenis.
Después de un año de práctica, a la edad de 13 años, sacó el segundo lugar en el Campeonato Nacional de Rusia. Entre 1994 y 1995, se convirtió en Campeona Nacional de la Federación Rusa. Durante el año 1994, Svetlana fue la líder del equipo nacional de Rusia y participó en el primer intercambio ruso-estadounidense de golf junior. En 1997 en la Presidents Cup fue incluida en el país con el mejor equipo juvenil.
En 1997 ingresó a la Universidad Estatal de Moscú de Economía, Estadísticas e Informática.
En 1998, Svetlana participó junto con el equipo de Rusia en el «World Golfers Championship» celebrada en Suecia y se convirtió en la medallista de bronce. Hasta ahora, es el mejor resultado para el equipo ruso en el «World Golfers Championship».
En 1998, Svetlana Gounkina se convirtió en la primera jugadora rusa de golf en recibir una beca completa (atlética y académica) en la Universidad Lynn, Florida. Curiosamente, Svetlana decidió ir de la Universidad Lynn aunque le ofrecieron becas de tres diferentes universidades del estado. Entre 1998 y 2001 dirigió el equipo de golf de la Universidad Lynn, el cual alcanzó el primer lugar entre otros equipos de golf de EE. UU., en sus respectivas divisiones. También recibió un fuerte apoyo y estímulo de la famoso jugador de hockey sueco y fundador del primer campo de golf en Rusia, Sven Tumba.
Svetlana Gounkina fue la primera jugadora de golf en Rusia en tratar de competir en un Gran USGA cuando entró a calificar el Abierto Femenino de EE. UU. (Puntuación de 76 años, que no pasó el corte por dos golpes).
En 2003 regresó a Rusia y sigue siendo la primera y única rusa con el grado de Golf Management.
Ha trabajado en diferentes clubes de golf en los EE. UU., Kazajistán y Rusia, más recientemente nombrados por Troon Golf como Director de Ventas y de afiliación en Golf Estate Agalarov y Country Club.
22.01.2011, Svetlana se casó con Jason Chennault, que es un descendiente por el lado paterno de la famosa Claire Chennault, quien fue nombrado en honor del aeropuerto internacional en Lake Charles (Louisiana, Estados Unidos). Jason es uno de los principales especialistas de Estados Unidos en el mantenimiento y operación de campos de golf. Con su participación directa en Rusia se ha construido un campo de golf de nivel internacional en el Golf - y vela - Club "Pestovo".

## Logros
- 1993 - 2 º puesto en el Campeonato de Rusia.
- 1994 - Campeón de Rusia.
- 1995 - Campeón de Rusia.
- 1995 - Campeón de Rusia entre los jóvenes.
- 1997 - Campeón de Rusia entre los jóvenes.
- 1998 - Equipo medallista de bronce en el «World Golfers Championship».
- 1998 - 2 º puesto en el campeonato de Rusia.
- 1998 - Ganador del Abierto de Damas de Moscú.
- 1999/2000 - 1.er lugar en NSU Clásico de Otoño con el Equipo de Golf de la Universidad Lynn
- 2000 - Medalla de bronce en el Campeonato de Rusia.
- 2006 - Ganadora de la Copa de Rusia

### Premios especiales
- 1997 - Copa del Presidente - drive más largo.
- 1998 - Copa del Presidente - drive más largo - 240 metros.[7]
- 2006 - Copa de Rusia - drive más largo.
- 2010 - Rusia Masters 2010 - drive más largo.